# David Spangler
David Spangler (nascido em 1945, EUA) é um filósofo espiritualista, além de um téorico, auto-denominando-se "místico prático", é considerado um dos criadores do movimento conhecido como Nova Era, sendo também um dos seus principais críticos, especialmente, devido àquilo em que este movimento se tornou, através dos seus elementos sensacionalistas e comerciais. Foi um elemento importante no contributo à Findhorn Foundation, no norte da Escócia. O seu pensamento está delineado em suas três obras principais, Revelação: nascimento de uma Nova Era, Emergência: o renascimento do sagrado e Reimaginação do mundo: uma crítica da Nova Era, a ciência e a cultura popular.